# 稻妻
稻妻是米哈游开发电子游戏《原神》中的虚构国家，該地區於2021年7月21日在遊戲2.0版本「不動鳴神，泡影斷滅」上線後正式向玩家開放。稻妻是《原神》设定的七国中第三个开放的国家，位于提瓦特大陆東南部海域，由多座島嶼組成，信仰“永恒”，代表元素为“雷”，执政神明为巴尔，也是遊戲主線第二章劇情發生的所在地。
稻妻以江户时代日本和日本傳統文化为原型，部分地區設計參考了古希臘，場景音樂使用了不少日本傳統樂器。該地區的場景設計、新增玩法和劇情獲得不少評論員的關注和評論，場景和人文設計獲得正面的評價，同時部分評論員批評稻妻的謎題和玩法體驗不佳。

## 創作及設計

### 場景及玩法

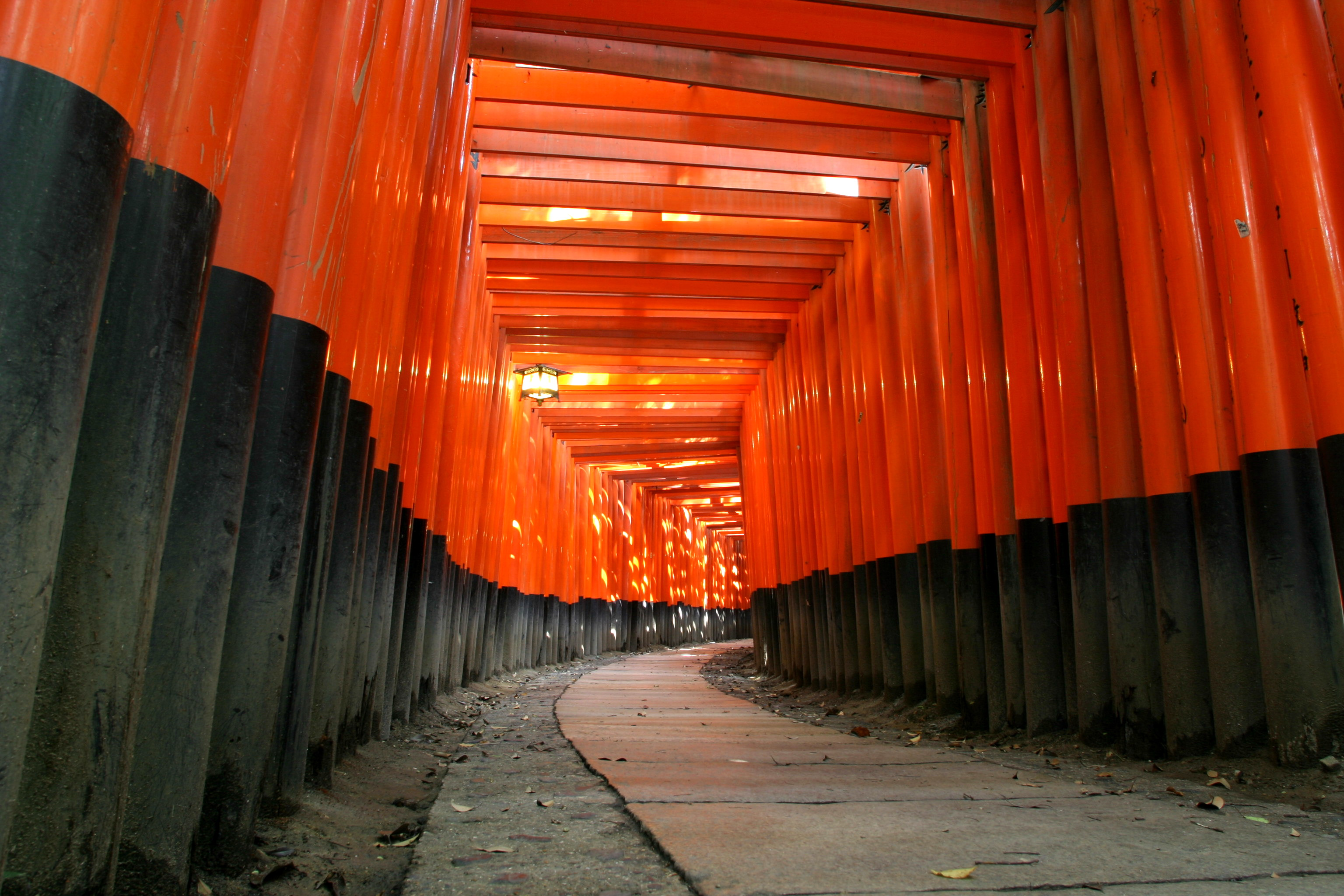
伏見稻荷大社的“千本鸟居”，游戏中“鸣神大社”前的大量鸟居以此为原型

米哈遊於2021年7月10日首次披露稻妻的相關信息，稻妻是《原神》中提瓦特大陸七國中第三個開放的國家，與之前開放的蒙德和璃月大陸國家不同，稻妻是由六個島嶼組成的國家，當地由雷神統治，地形和環境深受雷元素的影響。開發組在《PASH!》採訪中表示，稻妻的場景設計有兩個重點，其一是將雷元素融入探險、場景地形和地區的生態系統；其二是給每個島嶼設置鮮明的主題，而且在劇情、設定和玩法上要有各自的特點。稻妻的群島設定限制了場景的大小，如何在有限空間內加入足夠多的玩法是開發組的攻關重點之一。同時玩法的增加也讓行動設備運行遊戲更容易出現崩溃的情況，為此開發組耗費了很多時間進行技術迭代，還為部分場景如「踏鞴砂」的懸浮複雜結構定制性能優化系統，最終成功確保地區上線後能在全平台正常遊玩。米哈遊的小螺號在遊戲2.0版本前瞻直播中提到「雷神追求永恆」是貫串稻妻整個地區的主題，開發組以稻妻的歷史、人文和地理三方面來表現這個主題，如在每個島嶼的設計都會加入展現雷神的追求、神明眷屬、以及人與神在理念上衝突的內容。
場景解謎內容的設計在吸取過去的經驗後，不再強制使用特定元素進行解謎，部分需要雷元素的解謎機關，也能通過新增的「雷種子」解決。開發組圍繞雷元素也設計了多種新玩法，如能位移和解開封印的雷種子、能長距離飛行的「傳送門」、能探索附近雷元素的「雷霆探針」等。同時開發組將遊戲世界觀融入到解謎過程中，期望以此提高玩家的體驗。稻妻謎題難度高是開發組故意為之，他們認為難題能促進玩家之間的交流互動。開發組在稻妻的任務設計中也有一些新的嘗試，部分非玩家角色的支線任務刻意使用碎片化敘事方式，世界任務「神櫻大祓」更是使用了複雜的任務流程，開發期間出現了大量程式錯誤，直到版本更新期限前一天開發組還在加班除錯。

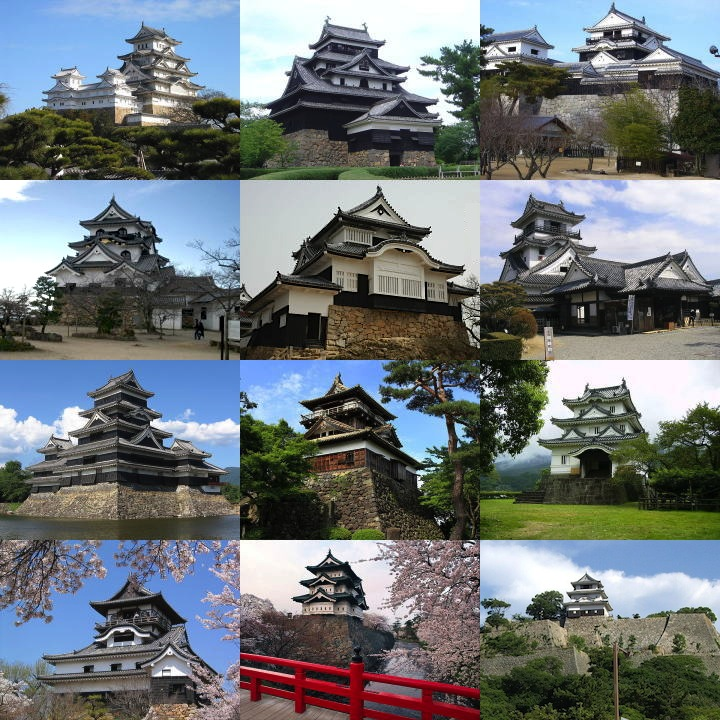
图为日本现存的12座天守阁，稻妻的城堡设计亦以此为参考

稻妻在整体设计上參考了江户时代日本及不少日本傳統文化，如幕府將軍、日本武士和忍者等日本元素。稻妻的宗教場所與神社相仿，其中鳴神大社設計受到了伏見稻荷大社影響，參道上有大批的鳥居；鳴神大社中的神櫻樹設計源於神籬、神木信仰，此外稻妻出現的城堡建築也與天守閣設計類似，稻妻使用的概念也能在日本歷史上找到類似的原型，如脫胎於鎖國政策的「鎖國令」和勘定奉行，一些故事背景也參考了日本民間的化狸傳說。負責場景美術的Cissie在前瞻直播中分享，稻妻的山石设计参照了屏风浦的地层差异，带有相间的横纹和交错的线条，以表达雷元素对稻妻地型的影响。
稻妻的淵下宮設計風格參考了古希臘，遊戲的關卡設計師雪子哥和一一在前瞻直播中分享，淵下宮的設計基調是「孤獨的探索感」，開發組在該區域通過空間對比差異來調動玩家情緒，美術設計著表現出「海洋深淵的神秘感」和「古文明遺址的荒涼感」。淵下宮新增的全局機制「晝夜轉換」影響該地區的玩法和任務設計，新機制讓玩家可以控制場景的晝夜變化，繼而改變場景進行解謎。

### 音乐
稻妻的場景音樂由東京愛樂交響樂團和日本的民樂藝術家演奏，包括日本的尺八大師範寄田真見乃等日本傳統樂器音樂家，音樂融合了传统音乐和管弦乐，并基于日本传统调式写成，使用了日本箏、尺八、三味线、太鼓等日本樂器，稻妻统治者雷电将军的主题曲是对日本传统民谣《樱花》的致敬。音樂專案由日本索尼音乐娱乐牽頭，《原神》音樂製作人陈致逸負責作曲。陈致逸表示，稻妻的音樂製作難度高，錄製階段經常需要調整小節的細節，甚至要臨時取消某一使用的樂器，此外各類樂器之間的風格也需要不斷嘗試去磨合。製作期間受到2019冠状病毒病疫情各地限制出行的影響，陈致逸以遠距工作方式完成音樂指導工作，最後稻妻的全部音樂錄製工作耗費一個半月，連同前期準備工作總共耗費近四個月。

## 设定

清籟島的天雲峠景觀

### 地理
稻妻是七國中唯一的海上群島國家，稻妻位于提瓦特大陆的東南地区，由六個島嶼組成，當地環境深受雷元素的影響，誕生了一些特殊的產物如鳴草和緋櫻繡球。鳴神島南部是稻妻的首都稻妻城，鳴神島北部山頂築有鳴神大社，鳴神大社內的神櫻樹是雷神守護稻妻的象徵，神櫻的根系遍佈整個稻妻，各地雷櫻樹皆是它的分身。八酝岛留有雷電將軍砍殺大蛇奧羅巴斯的痕跡，島嶼一分為二，形成名為「無想刃狹間」的海峽，大蛇龐大的骨架也散落在八醞島各處。大蛇死後的祟神殘渣則封印在神无冢上，幕府以此為基礎打造了稻妻最大的冶煉設施「御影爐心」。鹤观岛是終年被濃霧籠罩的無人島，清籁岛的中心則有著不滅的雷暴。海祇岛有類似龍宮的設計，當地人祭祀奧羅巴斯而非雷電將軍。島嶼由懸崖和瀑布所包圍，島上有一座珊瑚宮，有著通往淵下宮的入口，淵下宮則是海祇島先民居住的地下王國。淵下宮位於稻妻地下深淵，由一片浮空島組成，當地留有大量古文明遺址。由於缺乏陽光，當地形成特別的生態系統，植被偏冷色。

### 政治
擁有「御建鳴神主尊大御所」和「雷神」稱號的雷電將軍是統治稻妻的神明，她居於鳴神島南部的稻妻城並開設幕府管治當地，稻妻的政務由幕府下屬的行政機構「三奉行」負責，分別是負責治安和軍事的天領奉行，負責財政和海關事務的勘定奉行與負責神社、慶典及文化的社奉行。

### 歷史
雙生魔神雷電影和雷電真在贏下魔神戰爭後在稻妻設下幕府，雷電真負責政務，善戰的雷電影作為影武者輔助，世人大多不知道兩人共同執政。在數百年前的一場大戰中，雷電真隕落，雷電影承繼雷神之位，對外沿用雷電真的神名「巴爾」，經歷過朋友和親人的離去，雷電影決意追求永恆。她希望稻妻保持永恆不變，所以頒布了禁止稻妻與其他地區交流的「鎖國令」，還下令幕府收繳能賦予人類元素力的神之眼以穩定國內秩序。而她自身則在內心世界「一心淨土」中修行，以此減少時間帶來的「磨損」，日常政務則由與她外形一樣的人偶「雷電將軍」負責處理。她的眷屬八重神子不太認同她的做法，藉旅行者（玩家角色）到稻妻拜訪雷神之際，八重神子利用旅行者說服雷電影明白當下追求永恆的方式是無效的。在旅行者和八重神子的努力下，雷電影改變了先前的想法，也廢除收繳神之眼的「眼狩令」。雷電影也開始反思過去管理稻妻的方式，並著手改變人偶的設定。雷電影在設計人偶之初就考慮過自己日後可能會三心兩意，有糾正機制確保自己的「初心」得以踐行。雷電影為了修改人偶的設定，與人偶在次空間戮戰數百年並勝之，向人偶證明自己新的想法經得起挑戰和考驗。在戰鬥中她也獲得雷電真留下的殘魂認可，獲得眷顧稻妻的「神櫻樹」種子，並在過去種下種子，鎖國令也隨之解除。
稻妻的鶴觀島和淵下宮都曾誕生過文明，但是均已消亡。數千年前，鶴觀島有著一個崇拜雷鳥的文明，他們認為雷鳥以迷霧保護了鶴觀島。有一天，當地少年阿瑠的歌聲吸引了雷鳥的注意，兩者一番交談後約定重逢時阿瑠再次為雷鳥獻唱。阿瑠向身為雷鳥祭師的父親分享此事，不料父親誤解了雷鳥的意思，舉行儀式獻祭了阿瑠。獻祭激怒了雷鳥，祂毀滅了鶴觀島上的文明，鶴觀島上人民的靈魂被囚困在島內，不斷重複着獻祭事件。而陷入瘋狂的雷鳥則被雷電將軍砍殺在清籟島，雷鳥的怨念和遺憾化為怪物「雷音權現」。直到旅行者到訪鶴觀島中斷了循環，在獻祭中救下阿瑠並獲得雷鳥的原諒，島民的靈魂才得以解放。淵下宮原本在地表，在數千年前的災變中落入深淵，先民在蛇神奧羅巴斯帶領下建立了文明「白夜國」，還製作了人造太陽「大日御輿」照亮整個淵下宮。後來奧羅巴斯無意中得知統治提瓦特之神「天理」的秘密，為了保護自己的子民不被天理毀滅，祂讓白夜國全面稻妻化並在海上建造了海祇島讓白夜國國民定居，最後祂用自己的死亡打消了天理的猜疑，子民也融入到稻妻。

## 發佈
稻妻地區在2021年7月21日的遊戲2.0版本「不動鳴神，泡影斷滅」中上線，首輪開放的區域為鳴神島、神無塚和八醞島，遊戲中玩家的冒險等階達到30級且開啟遊戲主線第二章·第一幕就能通過劇情到達稻妻地區，若玩家以其他方式前往稻妻，在靠近稻妻海域時會遭到雷霆攻擊。旅行者在到達稻妻並激活當地的七天神像後，能掌握雷元素的技能。遊戲2.1版本「韶光撫月，天下人間」於同年9月1日發佈，開放兩座島嶼清籟島和海祇島，10月13日的遊戲2.2版本「霧海懸謎境」則開放鶴觀島。2022年1月4日推出的2.4版本「飛彩鐫流年」開放淵下宮地區，遊戲中玩家需要完成主線第二章·第一幕和「月浴之淵」與「止水之潘」兩個世界任務才能前往該地區。
2022年12月16日，JTB出版發行了以《原神》為主題的旅遊雜誌《溜溜步 原神》，雜誌中有不少邊幅介紹了稻妻地區的人文地理。

## 評價

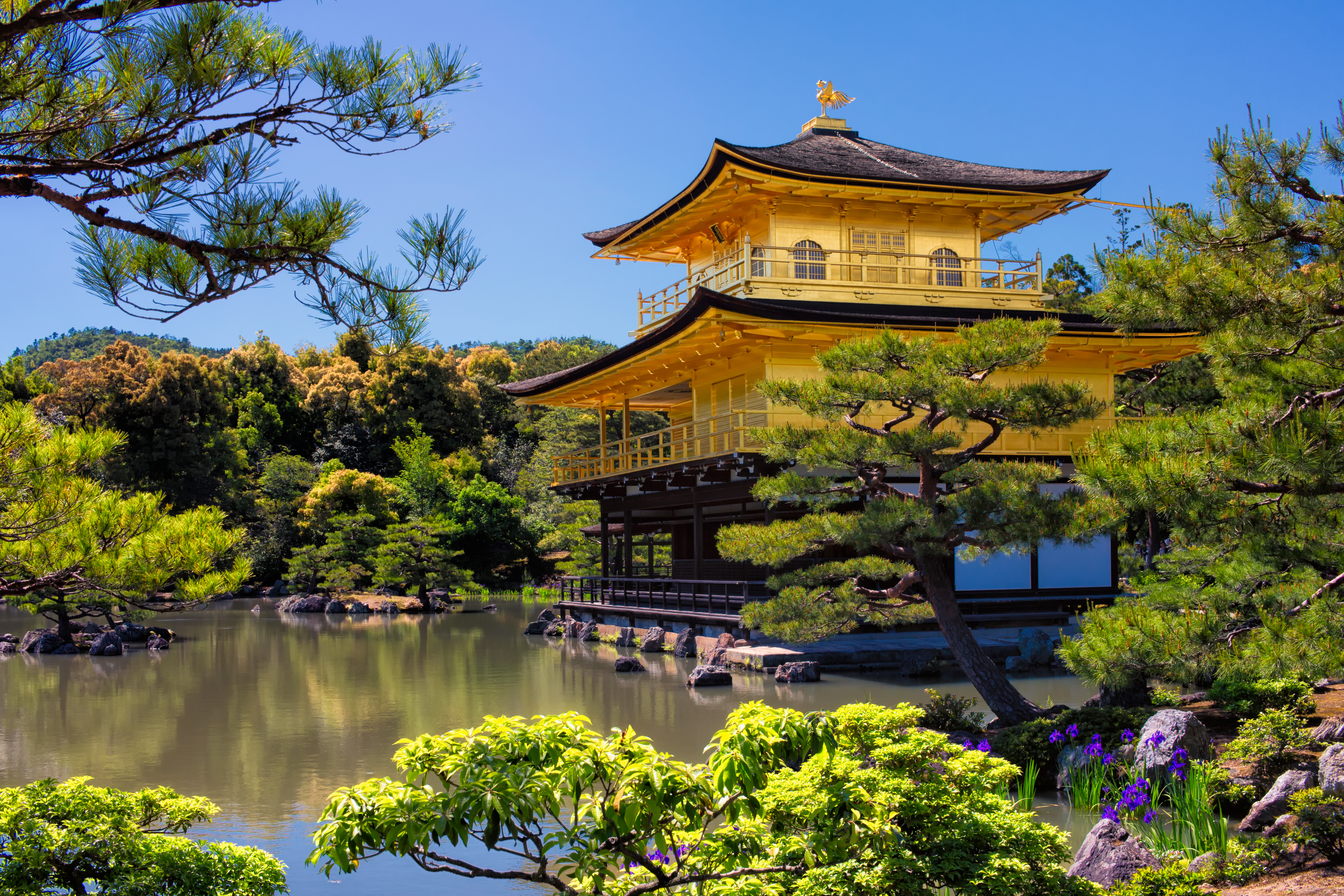
稻妻的建筑让部分评论家联想到京都的和風建築

評論員對稻妻的場景和人文設計有正面的評價，游戏葡萄、3DM、Kotaku、游戏大观、GamesRadar+評論員均指出稻妻的設計與《原神》早期的蒙德和璃月地區相比有進步，《紐約時報》評論員班·杜利（Ben Dooley）指出《原神》發佈之後一直有模仿《塞爾達傳說 曠野之息》的爭議，米哈遊以稻妻打消了「日本玩家最初的怀疑」。Kotaku編輯姜思琪則提到稻妻獲得一定日本軟實力的支持，該地區由於使用了日本的美學和元素而獲得好評。GamesRadar+的編輯表示稻妻是《原神》的重要里程碑，洗脫了《曠野之息》的影子，創作出獨特又有趣的風格。評論員廉颇在3DM發文讚譽稻妻和遊戲早期場景設計對比有「质的飞跃」，稻妻地區大量洞穴場景既符合地區的人文設定，也提供了豐富的玩法。游戏大观的編輯認為稻妻以「历史、人文、地理」三方面塑造出別具特色的風格，探索該地區能有「奇妙体验」。編輯岩瀬賢斗在GAME Watch摘文稱稻妻的建築讓他聯想到京都等地的和風建築，這些都是日本人所熟識的內容，而且風景還會根據時間產生變化。遊戲陀螺編輯稱讚稻妻地區無想刃狹間、清籟島雷暴和海祇島珊瑚宮等場景設計既有「特殊视觉风格」，也結合地區世界觀和專屬玩法。
稻妻地區的謎題和玩法設計獲得不少評論員的關注，遊戲葡萄的編輯灰信鸽表示《原神》解謎玩法自稻妻開始完全獨立出來，解謎過程變得更為複雜，而且與「整个地图的主题、设计的结合也更紧密」，某些解謎設置還綁定了主線劇情和世界任務。他認為稻妻的場景設計代表米哈遊完全改變了之前「开放世界的底层逻辑」。另一個編輯安德鲁指出稻妻的解謎內容設計較遊戲早期豐富，「让玩家解谜的体验变得更多样化」。姜思琪則批評稻妻地區謎題的難度高於之前地區，謎題投入的時間和獲得的收益不成正比。Game Rant評論員安娜（ANNA C.）表示稻妻不少場景受到雷禍影響，玩家角色在這些場景探索會持續性減少生命值，儘管部分雷禍可以通過任務永久消除，但是這些場景明顯削弱了遊戲本來輕鬆隨意的探索體驗。
一些評論員有指出稻妻其他設計亮點，Kotaku的特提到從遊戲修改了稻妻角色佩刀的細節可以看出米哈遊對日本文化的尊重，這個修改也獲得不少日本玩家的好評。廉颇認為稻妻地區的美術和音樂「保持着高度的一致性」，音樂風格也表現出稻妻「锁国导致的紧张局势」。姜思琪稱讚稻妻部分的支線任務劇情設計，如神櫻大祓很好地介紹了稻妻早期的歷史，鶴觀島的系列任務更是環環相扣精心設計，他表示這些支線任務的質量比稻妻主線劇情更好。姜思琪還給與淵下宮很高的評價，他表示稻妻上線以來最令人驚歎的場景音樂非淵下宮莫屬，淵下宮關於奧羅巴斯的故事也徹底改變了他過去對奧羅巴斯的印象。